# Diocese de Rotemburgo-Estugarda
A Diocese de Rotemburgo-Estugarda (em latim: Dioecesis Rottenburgensis-Stutgardiensis e em alemão:  Diözese Rottenburg-Stuttgart) é uma circunscrição eclesiástica católica alemã, sufragânea da Arquidiocese de Friburgo. Hoje é governada pelo bispo Klaus Matthias Krämer.

## Território
A diocese compreende a parte oriental do estado de Baden-Württemberg. A sede episcopal é a cidade de Rotemburgo, onde fica a Catedral de São Martinho. Já em Estugarda se localiza a  cocatedral de Santo Everardo.
O território está dividido em 1037 paróquias.

## História
A atual Diocese de Rotemburgo-Estugarda é a atual herdeira da antiga Diocese de Constança, erigida no século VI, quando a sede do Bispo de Vindonissa foi transferida para Constança. A diocese foi originalmente sufragânea da Arquidiocese de Besançon, e durante o século VIII tornou-se parte da província eclesiástica da então Arquidiocese de Mogúncia. A diocese incluía a maior parte da Suíça e de Baden-Württemberg, e uma pequena parte da Áustria.
Desde o século XIII, em 1802, foi também um estado do Sacro Império Romano.
Em 1527, no meio do Reforma Protestante, a sede do Bispo foi transferida para Meersburg.
A diocese foi finalmente suprimida pelo Papa Pio VII em 1821, depois de Heinrich Ignaz von Wessenberg ter sido eleito bispo em 1817. Wessenberg foi apoiado pelo governo de Baden, enquanto o Papa nunca reconheceu sua eleição, devido à sua visão liberal, suprimindo a diocese para impedir sua eleição. O território foi dividido entre duas novas dioceses: a Arquidiocese de Friburgo e a diocese de Rotemburgo, erigida em 16 de agosto de 1821, através da bula papal Provida solersque.
Em 18 de janeiro de 1978 assumiu o nome atual de Diocese de Rotemburgo-Estugarda.

## Prelados
| #                 | Nome                                     | Período     | Notas                                                                             |
| Bispos            | Bispos                                   | Bispos      | Bispos                                                                            |
| ----------------- | ---------------------------------------- | ----------- | --------------------------------------------------------------------------------- |
| 12º               | Klaus Matthias Krämer                    | 2024-       | Atual                                                                             |
| 11º               | Gebhard Fürst                            | 2000-2023   |                                                                                   |
| 10º               | Walter Kasper                            | 1989 - 1999 | Nomeado Secretário do Pontifício Conselho para a Promoção da Unidade dos Cristãos |
| 9º                | Georg Moser                              | 1975 - 1988 |                                                                                   |
| 8º                | Carl Joseph Leiprecht                    | 1949 - 1974 |                                                                                   |
| 7º                | Johannes Baptista Sproll                 | 1927 - 1949 |                                                                                   |
| 6º                | Paul Wilhelm Keppler                     | 1898 - 1926 |                                                                                   |
| 5º                | Franz Xaver Linsenmann                   | 1898        |                                                                                   |
| 4º                | Wilhelm von Reiser                       | 1893 -1898  |                                                                                   |
| 3º                | Karl Joseph Hefele                       | 1869 - 1893 |                                                                                   |
| 2º                | Josef von Lipp                           | 1847 - 1869 |                                                                                   |
| 1º                | Johann Baptist von Judas Thaddeus Keller | 1828 - 1845 |                                                                                   |
| Bispo-coadjutor   |                                          |             |                                                                                   |
|                   | Wilhelm von Reiser                       | 1886 -1893  |                                                                                   |
| Bispos auxiliares |                                          |             |                                                                                   |
|                   | Gerhard Schneider                        | 2019-atual  |                                                                                   |
|                   | Matthäus Karrer                          | 2017-atual  |                                                                                   |
|                   | Thomas Maria Renz                        | 1997-atual  |                                                                                   |
|                   | Johannes Kreidler                        | 1991–2017   |                                                                                   |
|                   | Bernhard Rieger                          | 1984–1996   |                                                                                   |
|                   | Franz Josef Kuhnle                       | 1976–1990   |                                                                                   |
|                   | Georg Moser                              | 1970–1975   |                                                                                   |
|                   | Anton Herre                              | 1970-1985   |                                                                                   |
|                   | Wilhelm Sedlmeier                        | 1953-1976   |                                                                                   |
|                   | Carl Joseph Leiprecht                    | 1948–1949   | Elevado a Bispo                                                                   |
|                   | Franz Joseph Fischer                     | 1929-1958   |                                                                                   |
|                   | Joannes Baptista Sproll                  | 1915-1927   |                                                                                   |

## Estatísticas
A diocese, até o final de 2010, havia batizado 1.921.236 pessoas numa população de 5.064.000, correspondendo a 37,9% do total.